# Odznaka Honorowa Wojsk Specjalnych
Odznaka Honorowa Wojsk Specjalnych – wyróżnienie Sił Zbrojnych RP ustanowione 23 czerwca 2010 roku rozporządzeniem Ministra Obrony Narodowej.

## Zasady nadawania
Odznaka może być nadawana żołnierzom Wojsk Specjalnych lub uprzednio pełniącym służbę w tym rodzaju Sił Zbrojnych.
Odznaka może być nadana za szczególne osiągnięcia podczas pełnienia służby wojskowej (po upływie co najmniej sześciu lat pełnienia służby wojskowej).
Uprawnionymi do nadawania odznaki są:
- Minister Obrony Narodowej,
- Dowódca Operacyjny Sił Zbrojnych (od 1 stycznia 2014: Dowódca Operacyjny Rodzajów Sił Zbrojnych)[a][b],
- Szef Sztabu Generalnego Wojska Polskiego,
- Dowódca Wojsk Specjalnych (od 1 stycznia 2014: Dowódca Generalny Rodzajów Sił Zbrojnych).

Ponadto od 13 grudnia 2022 dodatkowo uprawnionymi do nadawania odznaki są:
- Sekretarz stanu w Ministerstwie Obrony Narodowej,
- Podsekretarz stanu w Ministerstwie ON,
- Dyrektor generalny Ministerstwa ON.

## Wygląd
Odznakę Honorową Wojsk Specjalnych stanowi:
- na awersie – krzyż kawalerski ze sztandaru jednostki wojskowej SZ RP. Górna połowa krzyża emaliowana na biało, dolna na czerwono. Obramowanie krzyża w kolorze oksydowanego srebra. W centralnej części krzyża nałożona tarcza w kształcie koła, okolona otwartym pozłacanym wieńcem z liści laurowych. Wnętrze tarczy emaliowane w kolorze ciemnozielonym. Na tarczy nałożony w kolorze oksydowanego srebra spadający do walki orzeł z pozłacanymi szponami i dziobem. Kompozycja orła została zaczerpnięta z wizerunku „Bojowego Znaku Spadochronowego” (wz. 1941);
- na rewersie – wykonany wgłębnie (lub innym sposobem zapewniającym nieusuwalność i wyrazistość) kolejny numer odznaki łamany przez dwie cyfry oznaczające rok jej wykonania (np. 0001/22) oraz nazwa firmy lub jej znak.

Odznaka wypukła o wymiarach 38 × 38 mm – metalowa, trzywarstwowa, trzyczęściowa. Mocowana na gwintowany trzpień średnicy 2 mm i nakrętkę średnicy 18 mm z bokiem moletowanym.

## Zasady noszenia
Odznakę nosi się bezpośrednio na mundurze:
- na kurtce munduru wyjściowego i galowego Wojsk Lądowych i Sił Powietrznych, a także na bluzie polowej Wojsk Lądowych, Sił Powietrznych i Marynarki Wojennej spełniającej funkcję ubioru wyjściowego (i galowego): na wysokości 90–100 mm powyżej prawej górnej kieszeni, w linii pionowej poprowadzonej przez prawą krawędź kieszeni. Odległość mierzy się do prawej krawędzi odznaki;
- na kurtce munduru wyjściowego i galowego Marynarki Wojennej: po prawej stronie, na wysokości rogu wyłogu kołnierza, 25–30 mm w kierunku rękawa. Odznakę nosi się poniżej styku kołnierza z wyłogiem. Odległość mierzy się do środka odznaki;
- na bluzie wyjściowej marynarskiej: po prawej stronie powyżej linii rozcięcia dekoltu, 40–50 mm od szwu stebnowania gorsu, w kierunku środka bluzy. Odległość mierzy się do środka odznaki.

Na ubiorze cywilnym nosi się miniaturkę odznaki, która jest jej odwzorowaniem w skali 1:3.